# Medical Lake
Medical Lake is een plaats (city) in de Amerikaanse staat Washington, en valt bestuurlijk gezien onder Spokane County.

## Demografie
Bij de volkstelling in 2000 werd het aantal inwoners vastgesteld op 3758.
In 2006 is het aantal inwoners door het United States Census Bureau geschat op 4403, een stijging van 645 (17.2%).

## Geografie
Volgens het United States Census Bureau beslaat de plaats een oppervlakte van
9,5 km², waarvan 8,9 km² land en 0,6 km² water. Medical Lake ligt op ongeveer 727 m boven zeeniveau.

## Plaatsen in de nabije omgeving
De onderstaande figuur toont nabijgelegen plaatsen in een straal van 24 km rond Medical Lake.